# Jan Jacobus Lijnst Zwikker
Jan Jacobus Lijnst Zwikker (* 10. November 1890 in Amersfoort; † 19. Februar 1956 in Haarlem) war ein niederländischer Pharmazeut und Hochschullehrer.
Zwikker wurde an der Universität Leiden 1919 promoviert mit einer Arbeit Over de inwerking van amylolytische enzymen op natuurlijke zetmeelkorrels en de kolloïdale structuur van het zetmeel. Von 1936 bis 1945 war er dort Professor für Pharmazie, Pharmazeutische Chemie und Toxikologie.
Nach ihm benannt ist die von ihm entdeckte Zwikker-Reaktion.